# Paul Warncke

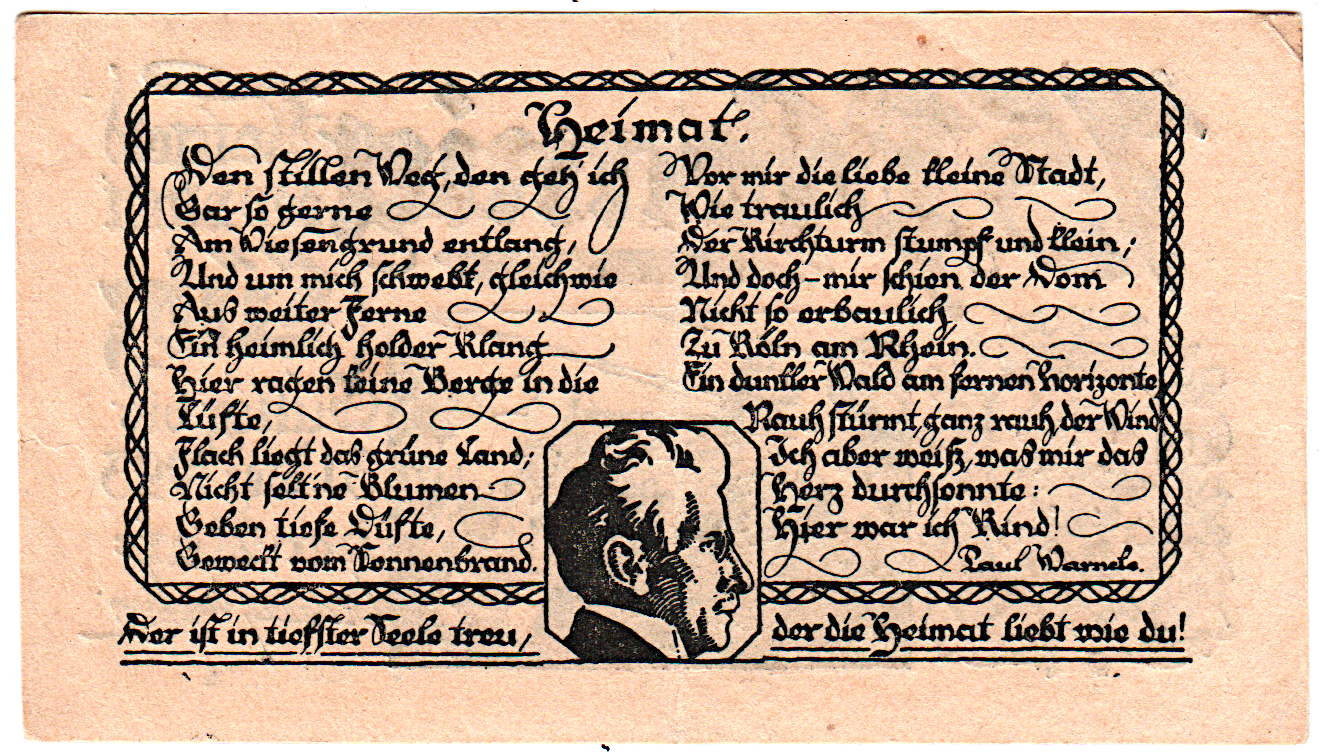
Paul Warncke mit einem Gedicht, auf einem Notgeldschein aus Lübz, aus den 1920er Jahren.

August Ludwig Carl Paul Warncke (* 13. Mai 1866 in Lübz; † 25. April 1933 in Neubabelsberg) war ein deutscher Bildhauer und Schriftsteller.

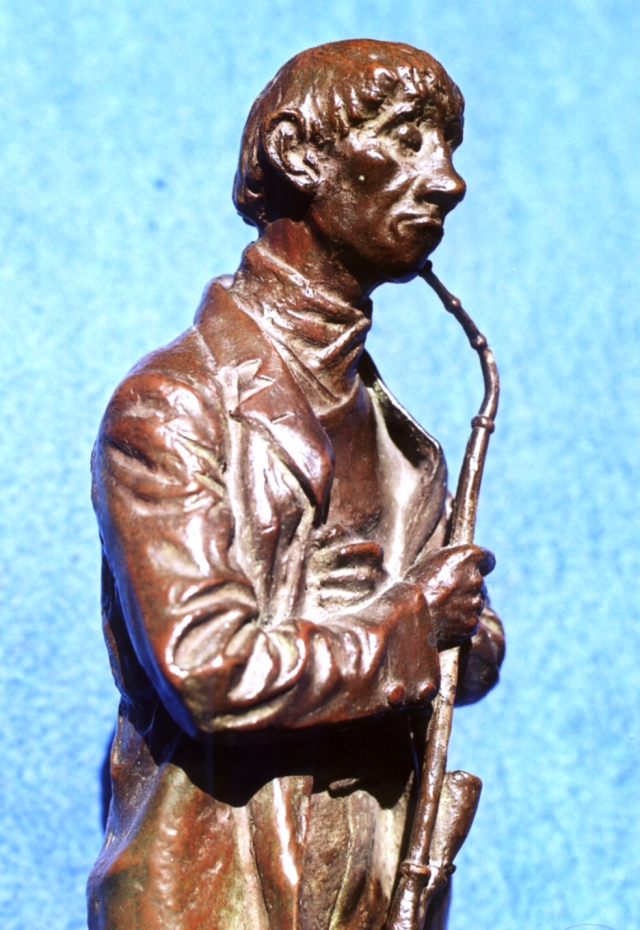
Statuette Jochen Nuessler, 1899

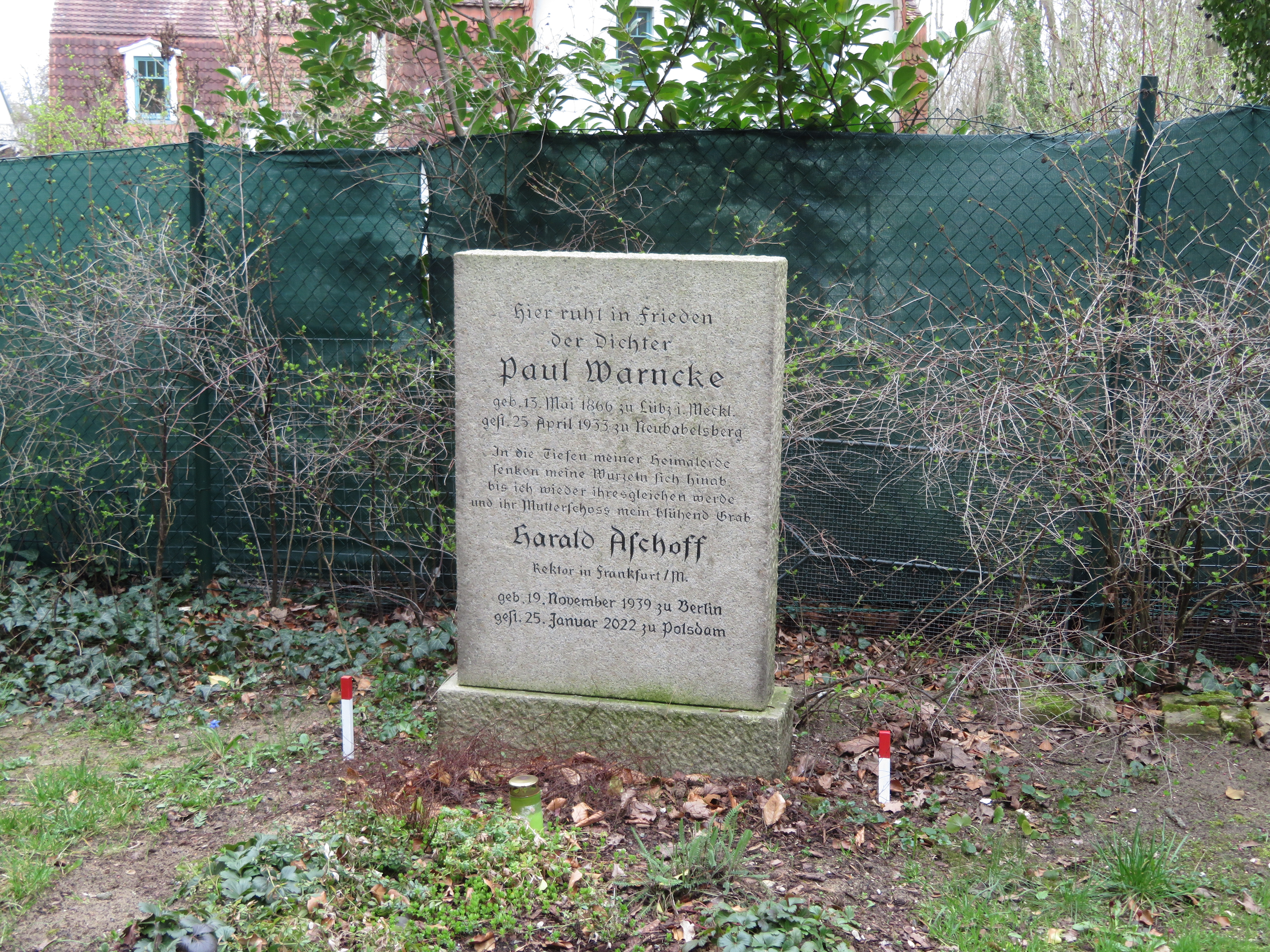
Grabstein von Paul Warncke auf dem Friedhof in Klein Glienicke

## Leben
Paul Warncke besuchte die Gymnasien in Schwerin, Parchim und Rostock. Er absolvierte von 1886 bis 1889 in Lübeck eine Lehre als Buchhändler. Danach besuchte er von 1893 bis 1896 die Akademische Hochschule für Bildende Künste in Berlin bei Gerhard Janensch. Ab 1892 stellte er mehrfach auf der Großen Berliner Kunstausstellung aus. Die wenig erfolgreiche Arbeit als Bildhauer endete etwa 1909, Warncke widmete sich nun ausschließlich der schriftstellerischen Tätigkeit: Essays, patriotische Gedichte („Bismarcklied“ 1895), Festspiele für das Schauspielhaus Berlin u. ä. Ab 1909 war er auch Redakteur des „Kladderadatsch“ und Mitarbeiter der Zeitschrift f. Bildende Kunst. 1914 schrieb er die Verse zum „Hechtbrunnen“ in Teterow von Wilhelm Wandschneider, mit dem er befreundet war. Warncke hat sich ebenfalls als plattdeutscher Schriftsteller betätigt und 1899 die Fritz-Reuter-Biographie „Fritz Reuter Woans hei lewt un schrewen hett“ veröffentlicht. Er war seit 1899 verheiratet mit Hedwig Klara, geborene Grösser. Er starb am 25. April 1933 in Neubabelsberg (bis 1925 Klein Glienicke). Sein Grab befindet sich auf dem Friedhof in Klein Glienicke.

## Bildhauerische Arbeiten
- „Falstaff“ (1897)
- „Inspektor Bräsig“ (1898/99)
- „Jochen Nüssler“ (1898/99)
- Büste Heinrich Seidel (1902)
- Büste „Frau Direktor H.“ (1906)

## Literarische Werke (Auswahl)
- Fritz Reuter Woans hei lewt un schrewen hett (= Biographische Volksbücher. Lebensbilder aus dem 19. Jahrhundert. Bd. 56/63, ZDB-ID 2142535-8). Voigtländer, Leipzig 1899.
- Hans Stubenrauch: Bilder zu Fritz Reuters Werken. Mit begleitendem Text von Paul Warncke. Krüger, Berlin 1902.
- Erwache, Volk! Vaterländische Gedichte aus der Zeit nach dem großen Kriege. Krüger, Berlin 1920.